# 鈴村靖爾
鈴村 靖爾（すずむら やすじ、1937年5月20日- ）は、日本の英仏翻訳家。

## 人物・来歴
愛知県出身。1964年名古屋大学文学部哲学科美学卒業。

## 翻訳
- ベルナール・ドール『ブレヒトの世界』勁草書房、1967年
- リア・フェルドン『ウーマン・スタイル』サン・プランニング、1981年
- ミシェル・エスティーヴ『タルコフスキー』国文社、1991年
- ドナルド・T・フィリップス『部下と現場に出よ、生死を共にせよ ― リンカーン逆境のリーダーシップ』ダイヤモンド社、1992年
- ハリエット・ドウア『アマポーラスの週末』集英社、1997年
- パスカル・ローズ『ゼロ戦 ― 沖縄・パリ・幻の愛』集英社、1998年
- フランソアーズ・シャンデルナゴール『最初の妻 ― ある熟年離婚の風景』集英社、2001年
- ジャン・ドーセ『生命のつぶやき ― HLAへの大いなる旅』集英社、2004年